# Cueva del Guitarrero
A Cueva del Guitarrero (Gruta do Violeiro) é um complexo arqueológico do Peru localizado no  Callejón de Huaylas, 2 km ao norte do povoado de Shupluy e 1 km a oeste de Mancos, na margem ocidental do Rio Santa, província de Yungay, região de Ancash.

## Histórico
Foi ocupada durante o Período Lítico andino (época dos caçadores nômades) e Arcaico (etapa da agricultura incipiente), por isso em seus diversos estratos podemos ver fósseis dessa evolução.
Foi descoberto pelo arqueólogo norte-americano Thomas Lynch. Nele podemos ver os vestígios de um dos mais antigos assentamentos humanos do Peru, remontando o XII milênio a. C. (11.000 a.C., período lítico). As provas da presença humana desta época remota consistem em artefatos toscos de pedra, fragmentos ósseos humanos e ossos da fauna local. Da época arcaica podemos observar instrumentos líticos e ossos de animais, artefatos de madeira e ossos e tecidos de fibras vegetais. Também foram detectadas a presença de muitas plantas, entre elas algumas domésticas, como o feijão, cuja antiguidade foi fixada em aproximadamente 8500 a.C., o que converte o homem de Guitarrero no primeiro horticultor ou agricultor incipiente do Peru e da América em geral. Em 1999, o próprio Lynch corrigiu essa datação, diminuindo-a significativamente em vários milênios. O homem de Guitarrero deixou então de ser considerado o mais antigo horticultor do Peru e América, mérito que atualmente se atribui ao homem de Nanchoc, que vivia no vale do Alto Saña, ao sul de Cajamarca.

## Descrição
Guitarrero é uma gruta cuja entrada esta voltada para o leste, por onde entra a luz solar matinal. Sua entrada tem a forma de um arco irregular. Seu recinto tem cerca de 100 m² de extensão e 10 m de profundidade. Esta localizado a 150 metros do nível do Rio Santa, a uma altitude de 2580 metros acima do nível do mar, no lado oriental da Cordilheira Negra. 

## Estudos
A Cueva del Guitarrero foi estudada por Thomas Lynch e sua equipe da Universidade de Cornell, a partir de 1969. Encontrou reminiscencias da vida dos moradores da gruta, que classificou como: produtos de manufatura, utensílios diversos, restos de alimentos e fragmentos ósseos humanos. As excelentes condições de conservação determinadas pela baixa umidade da gruta permitiram recuperar uma vasta informação sobre os vegetais e animais que compunham a dieta do homem de Guitarrero. Inicialmente, a fama deste sítio arqueológico estava associada, segundo Lynch, por conter as mais antigas evidencias da atividade agrícola no Peru e na América, por causa das sementes de feijão e de feijão-verde encontradas, datadas entre  8500 e 6.000 a.C.  Depois o próprio Lynch corrigiu estas datas posteriormente, diminuindo-as em alguns milênios. Atualmente, a importância de Guitarrero se deve a que nela encontramos os vestígios do assentamento humano mais antigos do Peru, no período lítico, de 11.000 a.C.
A descoberta mais antiga do Cactos São Pedro foi feita na caverna Guitarrero, onde foi detectada uma alta concentração de pólen, bem como alguns fragmentos de cactos, o que atestaria a introdução intencional dessa planta no interior da caverna.

## Cronologia
Thomas Lynch registrou quatro níveis ou complexos de ocupação humana:
- Guitarrero I - (11.000 a 8.000 a.C.) Pré-cerâmico (Lítico).
- Guitarrero II -  (8.000 a 5.600 a.C.) Pré-cerâmico (Arcaico).
- Guitarrero III - (5.780 a.C.)
- Guitarrero IV - (datação discrepante: 8.225 ± 240 e 2.315 ± 125 anos atrás)

As datas atribuídas a cada um desses níveis ainda é motivo de discussão. Outras reinterpretações tendem a rebaixar as datas mais antigas.
A data mais antiga do primeiro nível foi calculada inicialmente por Lynch em 12.560 ± 360 anos atrás (ou seja entre 11.000 - 10.000 a.C.).

### Guitarrero I (Lítico)
Os primeiros grupos de caçadores-coletores chegaram a região do Callejón de Huaylas em 10.000 a.C. Nessa época as geleiras haviam se estendido e por isso não era possível viver nas regiões altas por longos períodos. As pessoas precisavam de regiões mais quentes para complementar seu ciclo anual de subsistência. Nesse contexto, a Cueva del Guitarrero devia ser utilizada como acampamento temporário durante a época de caça. Ou seja, os caçadores viviam ali parte do ano, para depois abandona-lo temporariamente. 
Prova dessa presença humana, pode ser encontrada nos estratos mais profundos da gruta através dos restos de fogueira, assim como em artefatos toscos de pedra: raspadores, chancadores, martelos, pontas de lança, materiais que foram abandonados pelos homens primitivos. Associados a esta primeira ocupação foram encontrados um premolar e uma falange humanas.
A industria lítica de Guitarrero I é distinta de outras da costa peruana, como a de Paiján, mas compartilha elementos gerais com as da caverna de Piquimachay, situadas na Serra Sul peruana. 
A falta de umidade na gruta permitiu também a conservação de abundantes fragmentos ósseos de animais que permitiram determinar a dieta do homem de Guitarrero. A fauna mais antiga era composta de diversos animais, como chinchilas, porquinhos-da-índia, cangambás, perdizes, patos, lagartos. Mais tarde aparecem animais maiores como tarucas e algumas lhamas e vicunhas. 

### Guitarrero II (Arcaico)
Restos de fogueira, numerosos artefatos de madeira, ossos e galhadas, cordas e tecidos de fibras vegetais, artefatos líticos como pontas de lança, pedra de mó e numerosos raspadores.
En el período arcaico inicial os homens de Guitarrero combinaram suas atividades de caçadores com a horticultura de leguminosas, pimentas e cabaças, assim como o cultivo de feijão e feijão-verde. Iniciando assim a etapa da agricultura incipiente.  
Durante muitos anos, o homem de Guitarrero foi considerado o primeiro horticultor do Peru e das Américas, e um dos primeiros do mundo, devido a um cálculo errado de Thomas Lynch, que datou as sementes de feijão em 8.500 a.C., ou seja, na época pré-agrícola. Teorizando que el caçador-colector desse tempo começava a diversificar sua atividade econômica. Lynch utilizou inicialmente o método de associação, quer dizer, a datação não foi feita diretamente nas sementes, mas do carvão das fogueiras e das fibras têxteis associadas, método que leva a erros já que sempre existe a possibilidade de que as mostras estudadas sejam de épocas distintas e que se mesclassem casualmente. Em 1999, o próprio Lynch, baseando-se em novas técnicas de datação como o AMS (espectrometria por aceleração de massas), corrigiu a datação anterior, reajustando-a para 3030-2890 a.C., colocando-a no Período arcaico tardio. Também foram encontradas sementes de feijão-verde, com datação de 1880-750 a.C. 
Para alguns, é difícil pensar que o homem de Guitarreros II desenvolvesse uma horticultura habitando uma caverna. Se as sementes fossem lançadas próximas a gruta, devido a inclinação, as chuvas as levariam para o Río Santa, mas pode ser que utilizassem a técnica dos terraços. 